# Big Fat Lie
Big Fat Lie é o segundo álbum de estúdio da artista musical Nicole Scherzinger, lançado em 17 de outubro de 2014 pela RCA Records. Scherzinger começou a trabalhar no álbum no verão de 2013, recrutando Terius "The-Dream" Nash e Christopher "Tricky" Stewart para produzir o material com Felix Snow, Bart Schoudel, Chris "TEK" O'Ryan e Carlos "Los da Mystro" McKinney também contribuindo.
"Your Love" foi lançado como o primeiro single do Big Fat Lie em 30 de maio de 2014. Ele estreou no número seis no UK Singles Chart, e teve sucesso moderado em outros mercados internacionais. "Run" foi enviado às estações de rádio norte-americanas contemporâneas em 30 de setembro como o segundo single do álbum, enquanto "On the Rocks" foi lançado em 10 de outubro em outro lugar. "Run" foi posteriormente lançado na Grã-Bretanha, alcançando o top-trinta na Escócia e top-cinquenta no Reino Unido.

## Antecedentes
Após o final da nona temporada da edição britânica do The X Factor, Scherzinger direcionou seu foco para a produção de seu segundo álbum de estúdio. Em março, ela lançou "Boomerang" como o primeiro single do novo projeto, e conseguiu chegar ao número seis na parada de singles do Reino Unido. De acordo com Scherzinger, will.i.am atuou como produtor executivo do álbum e trabalhou com os produtores-compositores Afro Jack, Dallas Austin, Toby Gad e Sandy Vee, que produziram "Boomerang". Enquanto planejava lançar o novo álbum mundialmente em novembro, Scherzinger revelou que tinha dúvidas sobre o seu retorno à décima temporada do The X Factor, já que a promoção do álbum colidiria com as fases ao vivo da competição de canto. Ela então decidiu voltar a atua como juíza, e cancelou o lançamento do álbum associado a "Boomerang". Foi durante esse tempo que a mídia relatou que Scherzinger havia sido dispensada da Interscope Records, no entanto, um porta-voz de Scherzinger negou especulações e confirmou que ela estava trabalhando com The-Dream e Tricky Stewart.
Quando perguntada por que "Boomerang" não apareceria no álbum, ela respondeu: "Vai continuar sendo um single independente. Na verdade eu fiz um álbum inteiro que contém "Boomerang". Ele tinha sua própria família. Infelizmente Eu não sei se essas músicas serão aproveitadas". Ela também revelou que gravou cinco álbuns entre o lançamento de seu álbum de estreia e o segundo, que foram todos descartados.
Em janeiro de 2014, foi anunciado que Scherzinger assinou um contrato de vários álbuns com a gravadora RCA Records, da Sony Records. Ela deixou sua gravadora de longa data, Interscope Records. Para o segundo álbum, Scherzinger colaborou com The-Dream e Tricky Stewart, que produziram o disco enquanto o single foi lançado no verão. Em fevereiro, Scherzinger deixou o The X Factor porque ela queria trabalhar no novo álbum. Gravações com The Dream e Tricky Stewart começaram no verão de 2013 em Los Angeles. Segundo Scherzinger, "a música começou a vir naturalmente, sem qualquer influência externa, sem rótulos, apenas para nós, apenas pela música".

## Lançamento
Em 16 de setembro de 2014, Scherzinger revelou a lista de faixas do Big Fat Lie através do Instagram através de um jogo de palavras cruzadas que os fãs tinham que desvendar. Mais tarde, ela revelou o trabalho artístico do álbum junto com o título para as versões padrão e de luxo do álbum; a imagem em preto-e-branco mostra uma imagem em close de Scherzinger brigando com seus cabelos. Mike Wass, do Idolator, notou que a imagem "grita Janet Jackson mais jovem". Foi disponibilizado no mesmo dia para pré-encomenda através da iTunes Store e foi confirmado que seria lançado em 17 de outubro de 2014.

## Composição
|                                                                                                |  |  |
| O álbum foi comparado à trabalhos das cantoras Janet Jackson (à esquerda) e Ciara (à direita). |  |  |

Ao contrário de seu álbum anterior, Killer Love (2011); Big Fat Lie é uma saída do som em sua maioria dance-pop, para um som mais R&B, um retorno ao seu som original com alguns novos elementos adicionados também. A única música completamente dance-pop do álbum é "Your Love" e "Cold World" inclusa na versão de luxo. O resto das músicas é uma mistura de pop "urbano" , R&B, soul e até mesmo alguns PBR&B experimentais na música "Heartbreaker". Os vocais de Nicole nas músicas "Heartbreaker" e "Electric Blue" em particular, foram comparados aos de Janet Jackson no álbum The Velvet Rope (1997) por sua produção similar, e os vocais suaves, sedosos e sexys de Nicole.
A música "Bang" foi comparada aos trabalhos de Ciara, especificamente seu álbum Basic Instinct (2010), que tanto The-Dream quanto Christopher "Tricky" Stewart também produziram. "Just a Girl" é uma "reminiscência do R&B dos anos 90" na sua produção. "Girl With a Diamond Heart" mistura dance-pop a R&B. "First Time" é um som pop e R&B mais tradicional. "Little Boy" é uma balada soul que é na maior parte livre de uma batida para colocar o foco nos vocais e letras de Nicole. Foi descrito como uma das músicas mais comoventes do álbum, e pra muitos fãs e criticos um erro de tê-lo colocado apenas na versão de luxo do álbum. O som, é semelhante à própria música do The-Dream, "Fancy", e à canção "Keep It Between Us" de Kelly Rowland. A letra fala de querer alguém que você não pode ter, e querer tanto que você esqueça o que você já tem. "Uníssono" é sobre "sentir-se bem". Muitas das músicas incorporam o próprio estilo do The-Dream a eles com alguns estilos novos também. Muitos gostaram do que o The-Dream fez com Nicole e sua música, enquanto outros o criticaram por soar estar desatualizado e genérico demais. Scherzinger disse que as músicas do Big Fat Lie são pop e R&B com mais influências urbanas do que seu álbum anterior. Ela citou The Velvet Rope (1997), o sexto álbum de estúdio da cantora americana de R&B Janet Jackson, e  Sade como suas grandes influências para o projeto. Ela falou ainda que a vibe do álbum "é legal, tem muita alma e é um álbum muito pessoal para mim".

## Promoção
Para promover o álbum, Scherzinger fez várias entrevistas na mídia, TV, rádio ... Ela estrelou capas de várias revistas. Scherzinger apresentou pela primeira vez "Your Love" no programa de entrevistas britânico Alan Carr: Chatty Man em 13 de junho de 2014. No festival Isle of MTV em Malta, Scherzinger cantou "Your Love" junto com várias canções que incluíam canções de seu antigo grupo The Pussycat Dolls. Ela se apresentou vestindo shorts de couro preto e correntes de ouro e foi acompanhada por dançarinos masculinos e femininos. Scherzinger também promoveu o single no Reino Unido com shows como The One Show, Loose Women e Lorraine (programa de TV). Outra promoção consistiu em entrevistas e performances acústicas ao vivo em estações de rádio como Kiss FM e 4Music.
A primeira apresentação televisiva de "Run" foi no Access Hollywood Live em 1 de outubro. No dia seguinte, várias músicas do álbum foram tocadas em uma aula de spin no estúdio SoulCycle em Nova York. Em 6 de outubro, ela viajou para a França e apareceu em Le Mag e Touche pas à mon poste!. Em 14 de outubro de 2014, Scherzinger fez um concerto privado no Hotel Cafe Royal, em Londres, onde ela cantou uma versão acústica de seu novo álbum. No dia de seu lançamento, ela segurou um álbum assinando em uma loja da HMV em Oxford Street. Em 22 de outubro de 2014, Scherzinger cantou "On the Rocks" no MOBO Awards, vestindo um top, calças e salto alto. Ela também cantou a música em programas como This Morning (programa de TV), Surprise Surprise (série de TV) e Sunday Night no Palladium. Em 12 de dezembro de 2014, Scherzinger apresentou "Run" no The Graham Norton Show. Em 16 de novembro de 2014, Scherziger cantou "Run" na décima primeira temporada do The X Factor onde ela recebeu elogios por seus grandes vocais. Embora o desempenho fosse muito simples, com iluminação limitada, a versão original tinha lasers como efeito de luz, como indicado por Scherzinger em sua conta no Instagram, mas devido a problemas técnicos, não pôde ser usado. Além disso, Scherzinger apareceu no festival Live Free Radio Birmingham em 29 de novembro. Ela também se apresentou no festival KEY 103 Christmas Live, em 4 de dezembro de 2014. Ela foi ao Azerbaijão para se apresentar no Festival Adrenaline do Azerbaijão. Ela também cantou na França, em Saint-Etienne e no festival Energy Stars For Free, organizado pela rádio NRJ e realizado no Hallenstadion em Zurique, onde Scherzinger interpretou "Your Love", "Run" e "Don’t Hold Your Breath". Scherzinger também apareceu no festival Live Christmas do Newcastle Metro Radio. Um set acústico foi realizado nos EUA para Perez Hilton, onde ela cantou "Run" e "Stay with me" de Sam Smith. Em 15 de dezembro de 2014, através de seu canal VEVO, Scherzinger lançou um videoclipe da música "Bang", para apresentá-la ao mercado norte-americano. Durante o clipe curto, Nicole trabalha com sombras, silhuetas, simetrias e demonstra suas habilidades de dançando hip-hop. Em fevereiro de 2015, Scherzinger fez um concerto no clube Chaos em Manila, Filipinas, após se apresentar em um casamento particular na Índia.

## Singles
O primeiro single do projeto "Your Love" foi lançado um dia depois de sua estréia, em 30 de maio de 2014. Ele em sua maioria recebeu críticas positivas dos críticos de música que elogiaram o refrão cativante da música. O videoclipe que a acompanhou foi dirigido por Dawn Shadforth e mostra Scherzinger brincando em uma praia em Malibu, Califórnia. Embora a BBC Radio 1 tenha decidido não tocá-la a música entrou no UK Singles Chart no número seis e obteve sucesso moderado em outros mercados internacionais, com o pico 22 na França, o número 62 na Suíça e o número 99 na Alemanha.
"Run" foi lançado e chegou as estações de rádio contemporâneas em 30 de setembro como o segundo single em todo o mundo e o primeiro single nos EUA. O terceiro single, "On the Rocks", foi lançado em 10 de outubro de 2014 como o segundo single no Reino Unido. A música recebeu críticas negativas de críticos de música, criticando a produção ultrapassada e o uso execessivo de Auto-Tune. O vídeoclipe em preto e branco foi lançado em 5 de setembro e mostra Scherzinger confrontando seu namorado antes de correr para fora da casa se libertando. O quarto single, "Bang", foi lançado como um download digital nos Estados Unidos em 15 de dezembro de 2014. Um clipe de acompanhamento foi lançado simultaneamente, e mostra a silhueta de Scherzinger com cenas de dança junto com um dançarino.

## Recepção

### Critica
| Críticas profissionais | Críticas profissionais |
| Avaliações da crítica  | Avaliações da crítica  |
| Fonte                  | Avaliação              |
| ---------------------- | ---------------------- |
| Allmusic               | [ 44 ]                 |
| Digital Spy            | [ 45 ]                 |
| Evening Standard       | [ 46 ]                 |
| MTV UK                 | [ 47 ]                 |
| The Times              | [ 48 ]                 |

Big Fat Lie recebeu críticas mistas de críticos de música. Theo Watt, da MTV do Reino Unido, descreveu o Big Fat Lie como um "disco muito parecido" e aplaudiu a cantora por colocar sua "vida e inseguranças em um disco". John Aizlewood do Evening Standard escreveu que, apesar de seu "enchimento", o álbum é um "resultado é uma unidade atraente de som supertight, onde Scherzinger sugere uma mais vulnerável Beyoncé". Em uma revisão mais mista Lewis Corner do Digital Spy escreveu que nenhuma das músicas é mostra seu "alcance vocal voador, coreografia afiada e comportamento glorioso". E terminei a revisão dizendo que o álbum "alcança algo". Stephen Thomas Erlewine da Allmusic descobriu que a produção do álbum "não é particularmente distinta" e criticou Tricky Stewart e The-Dream por não trazerem "seu jogo". Ele terminou a crítica escrevendo: "Não há nada de embaraçoso em seu trabalho aqui, mas não há nada de memorável, e isso se adapta a uma cantora que ainda tem que fazer uma pose memorável em uma década de tentativas."

### Comercial
O álbum apareceu pela primeira vez no Irish Album Chart no número trinta e nove. No UK Albums Chart, o álbum entrou no número dezessete e passou duas semanas no top 100. Após a decepção comercial do álbum, surgiram relatos de que Scherzinger havia sido demitida da RCA Records, no entanto mais tarde, ela esclareceu que assinou um contrato com uma nova gravadora e que iria lançar novas músicas em 2016. Big Fat Lie também apareceu nas regiões inferiores da Bélgica (Valônia) [número 156], França (número 108) e Suíça (número 95).

## Alinhamento de faixas
| Big Fat Lie – Edição Padrão |                                            |                                                      |                                                    |         |  |
| N.º                         | Título                                     | Compositor(es)                                       | Produtor(es)                                       | Duração |  |
| 1.                          | "Your Love"                                | Terius "The-Dream" Nash Christopher "Tricky" Stewart | Godz of Analog Stewart Nash Bart Schoudel [a]      | 4:06    |  |
| 2.                          | "Electric Blue" (Com participação de T.I.) | Nash Stewart                                         | Godz of Analog Stewart Nash Schoudel               | 3:41    |  |
| 3.                          | "On the Rocks"                             | Nash Stewart Carlos "Los da Mystro" McKinney         | Godz of Analog Stewart Nash McKinney Schoudel [a]  | 5:07    |  |
| 4.                          | "Heartbreaker"                             | Nash Stewart                                         | Godz of Analog Stewart Nash Chris "Tek" O'Ryan [a] | 4:59    |  |
| 5.                          | "God of War"                               | Nash Stewart                                         | Godz of Analog Stewart Nash O'Ryan                 | 3:57    |  |
| 6.                          | "Girl with a Diamond Heart"                | Nash Stewart                                         | Godz of Analog Stewart Nash O'Ryan                 | 3:38    |  |
| 7.                          | "Just a Girl"                              | Nash Stewart                                         | Godz of Analog Stewart Nash Schoudel               | 3:26    |  |
| 8.                          | "First Time"                               | Nash Stewart                                         | Godz of Analog Stewart Nash                        | 3:19    |  |
| 9.                          | "Bang"                                     | Nash Stewart                                         | Godz of Analog Stewart Nash Schoudel               | 4:27    |  |
| 10.                         | "Big Fat Lie"                              | Nicole Scherzinger Nash Stewart                      | Godz of Analog Stewart Nash Schoudel               | 3:49    |  |
| 11.                         | "Run"                                      | Justin Tranter Julia Michaels Felix Snow             | Snow O'Ryan                                        | 3:30    |  |
| Duração total:              | Duração total:                             | Duração total:                                       | Duração total:                                     | 43:59   |  |

| Big Fat Lie – Edição deluxe digital |                             |                       |         |  |
| N.º                                 | Título                      | Compositor(es)        | Duração |  |
| 12.                                 | "Little Boy"                | Nash Stewart          | 3:50    |  |
| 13.                                 | "Unison"                    | Nash Stewart          | 3:48    |  |
| 14.                                 | "Cold World"                | Tranter Stewart       | 3:26    |  |
| 15.                                 | "Your Love" (videoclipe)    | Nash Stewart          | 4:04    |  |
| 16.                                 | "On the Rocks" (videoclipe) | Nash Stewart McKinney | 4:28    |  |
| Duração total:                      | Duração total:              | Duração total:        | 63:35   |  |

Notas
- ↑a  significa um produtor vocal

## Desempenho nas tabelas musicais

### Paradas semanais
| Chart (2014)                        | Maior posição |
| ----------------------------------- | ------------- |
| Austrália (ARIA Urban Albums)       | 16            |
| Bélgica (Ultratop Valônia)          | 156           |
| Coreia do Sul (GAON)                | 34            |
| Escócia (Official Scottish Albums)  | 19            |
| França (SNEP)                       | 108           |
| Irlanda (IRMA)                      | 39            |
| Reino Unido (Official Albums Chart) | 17            |
| Suíça (Schweizer Hitparade)         | 95            |

## Histórico de lançamento
| País        | Data                  | Versão        | Formatos            | Gravadora  | Ref    |
| ----------- | --------------------- | ------------- | ------------------- | ---------- | ------ |
| Alemanha    | 17 de outubro de 2014 | Padrão Deluxe | CD Download digital | Sony Music | [ 61 ] |
| Irlanda     | 17 de outubro de 2014 | Padrão Deluxe | CD Download digital | Sony Music | [ 14 ] |
| França      | 20 de outubro de 2014 | Padrão Deluxe | CD Download digital | Sony Music | [ 62 ] |
| Espanha     | 20 de outubro de 2014 | Padrão Deluxe | CD Download digital | Sony Music | [ 63 ] |
| Reino Unido | 20 de outubro de 2014 | Padrão Deluxe | CD Download digital | RCA        | [ 64 ] |
| Itália      | 21 de outubro de 2014 | Padrão Deluxe | CD Download digital | Sony Music | [ 65 ] |
| Brasil      | 21 de outubro de 2014 | Padrão Deluxe | CD Download digital | Sony Music | [ 66 ] |
| Polônia     | 21 de outubro de 2014 | Padrão Deluxe | CD Download digital | Sony Music | [ 67 ] |
| Austrália   | 24 de outubro de 2014 | Padrão Deluxe | CD Download digital | Sony Music | [ 68 ] |